# Atherina presbyter
Atherina presbyter nota in italiano come latterino di sabbia è un piccolo pesce di mare e di acqua salmastra appartenente alla famiglia Atherinidae.

## Distribuzione e habitat
È l'unico latterino ad essere comune sulle coste europee extramediterranee. Il suo areale va dalla Danimarca e dalla Svezia meridionali allo stretto di Gibilterra. Nel mar Mediterraneo è rarissima e limitata alla parte più occidentale (Spagna e Marocco).

Il suo habitat è simile a quello dell'Atherina hepsetus ma penetra anche in acque salmastre (mai del tutto dolci) abbastanza volentieri.

## Descrizione
Molto simile all'Atherina hepsetus da cui si può distinguere per le squame più grandi e l'occhio più grande.

È la più "grande" Atherina europea e sembra che possa raggiungere i 20 cm.

## Alimentazione
Basata su plancton e piccoli invertebrati come le congeneri.

## Biologia
Simili a quelle delle congeneri.